# Cogito bokförlag
Cogito bokförlag var ett svenskt bokförlag verksamt 1987–1991.
Cogito var ett kvalitetsförlag som ville tillgängliggöra viktiga idéer hos kända intellektuella, och förlagets urval av August Strindberg och Bengt Lidforss fick god kritik. Cogito utgav även satirtidningen Egget. Drivande i utgivningen var Erik Wijk och Crister Enander.

## Utgivning
- Jean‑Paul Sartre, Djävulen och Gud Fader: översättning och efterord av Erik Wijk (1987)
- Bengt Lidforss, Att slåss för en god sak: urval och inledning av Rolf Lindborg (1990)
- David Sprengel, Från sidan: urval och inledning av Crister Enander (1990)
- August Strindberg, Loss! – brev i urval av Erik Wijk (1990)
- Egget (tidning 1988–1991)